# بيتر جاكوبس (مبارز بالسيف)
بيتر جاكوبس (بالإنجليزية: Peter Jacobs) هو مبارز بالسيف بريطاني، ولد في 26 سبتمبر 1938 في بينر ‏ في المملكة المتحدة.

## وصلات خارجية
- بيتر جاكوبس على موقع أوليمبيديا (الإنجليزية)
- بيتر جاكوبس على موقع اللجنة الأولمبية البريطانية (الإنجليزية)